# St. Helens (Merseyside)
St. Helens is een plaats in het bestuurlijke gebied St Helens, in het stedelijk graafschap (metropolitan county) Merseyside. De plaats telt 102.629 inwoners.

## Verkeer

### Autoverkeer
De dichtstbijzijnde autosnelwegen zijn M5 (Birmingham-Exeter), M57 (Huyton-Maghull) en M62 (Liverpool-Manchester).

### Openbaar vervoer
St. Helens heeft vier treinstations:
- Op de lijn Liverpool-Blackpool liggen de stations Thatto Heath en St. Helens Central.
- Op de lijn Liverpool-Manchester liggen de stations Lea Green en St. Helens Junction.

Het centrale busstation ligt niet bij een treinstation, maar in het centrum van de stad (tussen Corporation Street en Bickerstaffe Street).
Het busvervoer wordt door meerdere maatschappijen uitgevoerd:
- Arriva (stadsbussen en verbindingen naar omliggende plaatsen)
- Cumfybus (verbindingen naar omliggende plaatsen)
- HTL (stadsbussen en verbindingen naar omliggende plaatsen)

## Bezienswaardigheden

### Musea
St. Helens heeft twee musea:
- World of Glass Museum
- North West Museum of Road Transport

### Kerken
De grootste kerken in St. Helens zijn:
- St. Helens Parish Church (anglicaans)
- Holy Cross and Saint Helen Catholic Church (katholiek)
- United Reformed Church (hervormd)
- St. Mary's Lowe House Catholic Church (katholiek)
- St. Thomas of Canterbury (katholiek)
- St. Mark's Church (anglicaans)

### Overige bezienswaardigheden
- St. Helens Town Hall
- Standbeeld van Koningin Victoria

## Bekende personen

### Geboren
- Thomas Beecham (1879-1961), dirigent
- Lily Parr (1905-1978), voetballer
- Theo Barker (1923-2001), historicus
- Bill Foulkes (1932-2013), voetballer
- David Yates (1963), filmregisseur
- Alan Tabern (1966), darter
- Johnny Vegas (1971), acteur, komiek
- Jacqui Abbott (1973), zangeres
- Dave Chisnall (1980), darter
- Emma Rigby (1989), actrice
- Michael Smith (1990), darter
- Conor Coady (1993), voetballer

### Woonachtig
- Jānis Mustafejevs, Lets darter

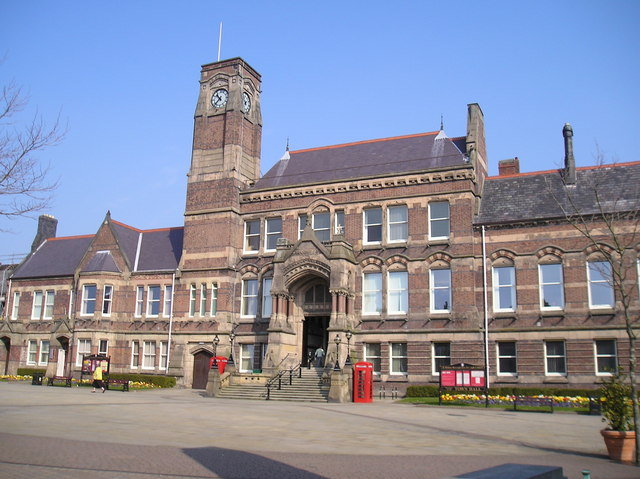
Gemeentehuis van St Helens.